# Monti dell'Uccellina
I Monti dell'Uccellina costituiscono un gruppo collinare lungo la fascia costiera della Maremma grossetana che divide la piana dell'Ombrone a nord dalla piana del fiume Albegna a sud, nei territori dei comuni di Grosseto, Magliano in Toscana e Orbetello.

## Geografia
Il gruppo collinare, che raggiunge i 417 metri s.l.m. sulla cima di Poggio Lecci, si estende nei territori comunali di Grosseto, Magliano in Toscana ed Orbetello, innalzandosi pochi chilometri a sud della foce dell'Ombrone, presso la località di Alberese, e digradando all'estremità meridionale presso Talamone, dove delimitano l'estremità occidentale del Golfo di Talamone.
Tutta l'area dei Monti dell'Uccellina è inclusa all'interno del Parco naturale della Maremma; il litorale si presenta alto e roccioso, fatta eccezione per la suggestiva Cala di Forno che si apre ai venti di maestrale.
Nella zona, rivestono notevole importanza dal punto di vista storico-artistico le numerose torri di avvistamento e l'Abbazia di San Rabano che si presenta sotto forma di imponenti ruderi sul crinale collinare.
Notevoli sono anche le torri costiere di avvistamento, come la Torre di Castel Marino, la Torre di Collelungo, la Torre dell'Uccellina, la Torre di Cala di Forno, la Torre di Poggio Raso, la Torre delle Cannelle e la Torre di Capo d'Uomo; sulle pendici del versante opposto al mare spiccano la Torre Bassa e la Torre della Bella Marsilia.

## Coste e promontori
Le propaggini settentrionali dei Monti dell'Uccellina iniziano ad elevarsi dietro la Pineta Granducale, con lo Scoglietto che costituisce il primo modesto rilievo, seppur caratterizzato da ripide pareti rocciose.
Procedendo verso sud, si elevano sempre nel retroterra dietro la pineta i rilievi denominati Salto del Granduca e Poggio Alto, tra i quali si ritrovano sotto le prime propaggini una serie di infratti, le Grotte della Fabbrica, dove sono venute alla luce testimonianze di epoca preistorica.
Le propaggini sud-occidentali del Poggio Alto si avvicinano gradualmente alla costa, pur fermandosi tra il canale di bonifica e la Spiaggia di Collelungo: esse sono il Poggio di Castel Marino, ove si eleva la torre omonima e il Poggio di Collelungo, ove si eleva la Torre di Collelungo. Quest'ultima altura, seppur modesta, segna il limite orientale della Spiaggia di Collelungo, il cui arenile prosegue senza soluzione di continuità nella Cala Francese e nella Cala Rossa, dietro le quali si elevano bruscamente le pendici collinari, fino a raggiungere i 417 metri s.l.m. di Poggio Lecci.
Il lungo arenile, privo di soluzione di continuità da Bocca d'Ombrone, termina con le pendici meridionali di Poggio Uccellina (che conferisce la denominazione all'intero sistema collinare litoraneo) e con le pendici occidentali di Poggio Pian di Betto, che vanno a costituire un tratto costiero alto e roccioso, che digrada sulla sponda orientale della sabbiosa e suggestiva Cala di Forno, chiusa a sua volta a sud dalle pendici occidentali di Poggio Ghiacciale.
Da Poggio Ghiacciale inizia un lungo tratto costiero alto e roccioso, con alcune piccole cale come quella del Porticciolo, che si apre a sud-est di Poggio Torrino. Più a sud, L'Aiole e Poggio Tondo racchiudono la punta e la Cala del Gabbiano, dominata a sud dalla Torre delle Cannelle che si eleva su una propaggine tra Poggio Tondo e il Poggione.
Più a sud, i promontori sono formati dalla pendici occidentali digradanti di Punta del Corvo e di Capo d'Uomo, ove sorge l'omonima torre. Le pendici meridionali del suddetto poggio e di quello di Fontelunga digradano rispettivamente verso Talamone ed il suo golfo, del quale costituiscono i limiti nord-occidentali.

## L'area protetta
I Monti dell'Uccellina sono un'area naturale protetta. È presente un sito di interesse regionale, interamente compreso nel Parco naturale della Maremma. Sono riconosciuti anche come sito di importanza comunitaria (pSIC) e zona protezione speciale (ZPS), per il notevolissimo valore naturalistico, storico e paesaggistico.
I principali elementi di criticità interni al sito sono: 
- Eccessiva densità di daini e cinghiali.
- Abbandono delle pratiche colturali e riduzione del pascolo in parte degli oliveti, con progressiva chiusura delle praterie annue, di grande valore conservazionistico (caratterizzate da un'elevatissima ricchezza di specie vegetali e di notevole importanza faunistica).
- Fruizione turistica localmente elevata, nei mesi estivi.

I principali elementi di criticità esterni al sito sono: 
- Aree agricole ai confini.
- Aree urbanizzate ai confini meridionali.

I principali obiettivi di conservazione da adottare sono: 
1. Conservazione degli elevati livelli di naturalità e della continuità della matrice di lecceta e macchia mediterranea, favorendo la presenza di formazioni più mature, nelle stazioni adatte, e il mantenimento di una buona eterogeneità dei soprassuoli boschivi e alto arbustivi (EE).
2. Conservazione e, dove necessario (oliveti abbandonati), recupero dei prati annui e delle garighe (habitat prioritari, di grande importanza per flora, rettili, uccelli), possibilmente mediante la prosecuzione delle forme tradizionali di uso del suolo, che garantiscono il mantenimento di buoni livelli di eterogeneità ambientale (EE).
3. Conservazione delle specie animali e vegetali endemiche, rare e minacciate (EE).
4. Conservazione degli elevati livelli di qualità e di scarso disturbo delle coste rocciose (E).

Le indicazioni per le misure di conservazione sono: 
- Gestione forestale finalizzata al raggiungimento degli obiettivi 1. e 2. (EE).
- Misure gestionali o contrattuali per la tutela e il recupero degli ambienti aperti, privilegiando in particolare le forme tradizionali di gestione degli oliveti (EE).
- Monitoraggio periodico degli elementi di maggiore fragilità e valore conservazionistico e individuazione delle eventuali misure necessarie per la loro tutela (E).
- Controllo delle popolazioni di daino e cinghiale (E).

## Geomorfologia
La tipologia ambientale prevalente è il rilievo collinare costiero, in gran parte coperto da boschi di leccio e macchia mediterranea, dalle coste rocciose. Altre tipologie ambientali rilevanti sono le praterie annue e le garighe, gli affioramenti rocciosi e gli oliveti in parte abbandonati, le coste sabbiose.

## Fauna
Presenza di mammiferi assai rari legati ad ambienti di macchia e boscaglia e di numerose specie ornitiche rare e minacciate legate soprattutto ad ambienti rupestri e alle garighe. Tra essi, il gatto selvatico (Felis silvestris) e il rinolofo euriale (Rhinolophus euryale), un chirottero.
Tra i rettili: la testuggine di Hermann (Testudo hermanni); la testuggine d'acqua (Emys orbicularis), presente con densità molto elevate nel canale che delimita il confine fra il sito e la Pineta Granducale;  la tartaruga marina comune (Caretta caretta), con presenze accidentali; il cervone (Elaphe quatuorlineata).
Tra gli uccelli:  il biancone (Circaetus gallicus), nidificante; il lanario (Falco biarmicus), occasionalmente nidificante, svernante (forse regolare) ai margini del sito. 
Presenza di vari taxa di invertebrati endemici in Italia, esclusivi o a distribuzione ristretta; presenza di Callimorpha quadripuncataria, un lepidottero.

## Flora
L'area protetta è caratterizzata da un'elevata diversità vegetazionale con presenza di aspetti caratteristici della Maremma grossetana (boscaglie termoxerofile a ginepro, foreste, macchie e garighe). Presenza di specie rare ed endemiche. 
Per quel che riguarda la fitocenosi, sono presenti ginepreti costieri del promontorio calcareo di Cala di Forno (Parco naturale della Maremma). Tra le specie vegetali si segnalano la Romulea revelieri, specie tipica della Corsica e della Sardegna, recentemente individuata nel Parco della Maremma, la Centaurea aplolepa ssp. cosana, un endemismo maremmano, e popolamenti floristici caratteristici delle coste rocciose.